# Китайські національні автомагістралі
Китайські національні автомагістралі (англ. China National Highways, кит.: 中华人民共和国国道) (CNH / Guodao) — мережа магістральних доріг через материковий Китай. За винятком швидкісних автомагістралей Китаю, які плануються та будуються пізніше, більшість національних шосе не є магістралями з контрольованим доступом.

## Історія

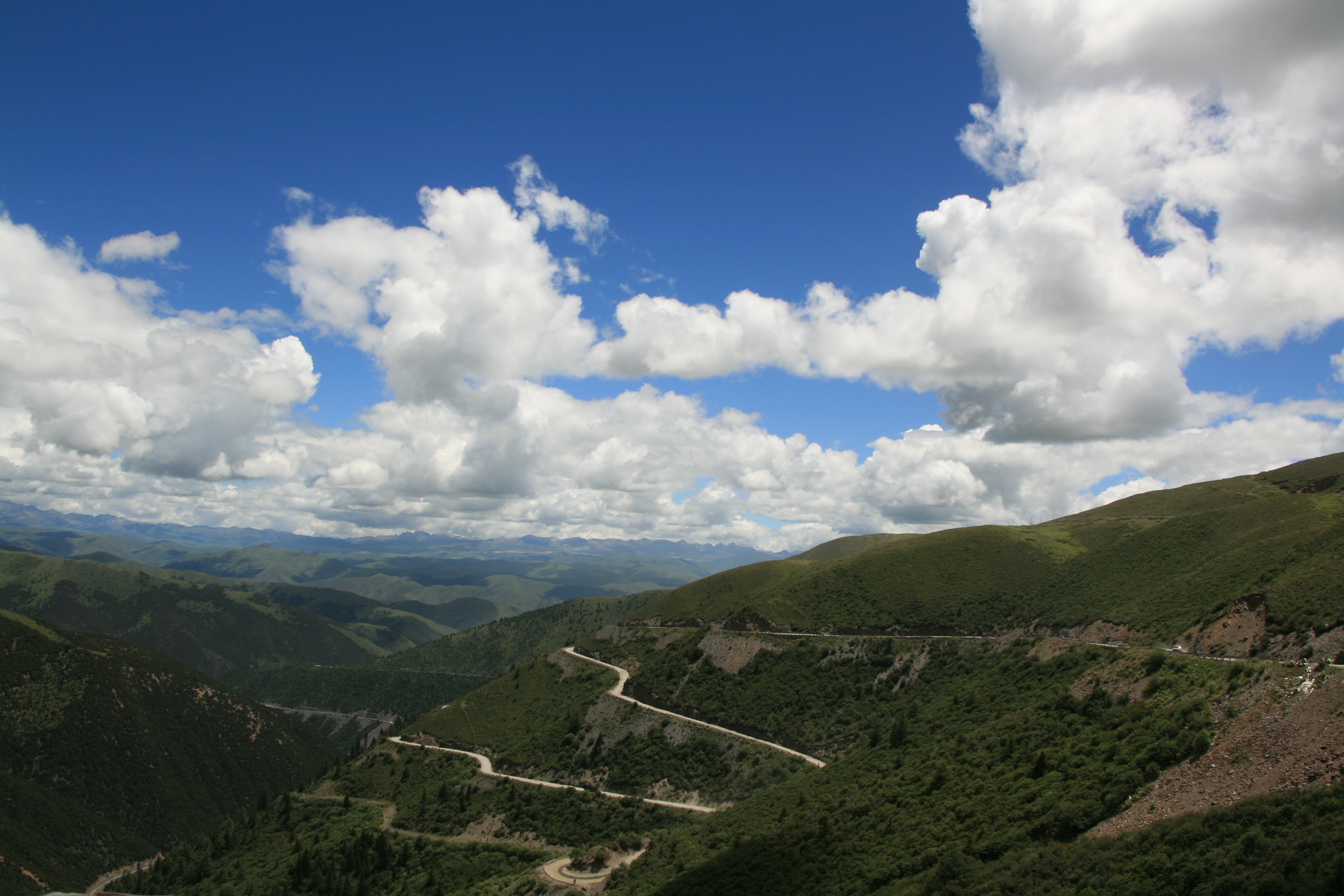
Китайське національне шосе 318 між Яцзяном і Кандіном, Сичуань

Будівництво автомобільних доріг розглядається як ключ до прискорення будівництва інфраструктури. У 2003 році завершені інвестиції в будівництво автомагістралей склали 350 мільярдів юанів, а 219 ключових проектів автомагістралей прогресували, зосереджуючись головним чином на п’яти національних магістралях з півночі на південь і семи національних магістралях зі сходу на захід, а також на магістралях у західному Китаї та в сільській місцевості. До кінця 2004 р. загальна довжина відкритих для руху автомобільних доріг досягла 1,871 млн. км, у тому числі 34,300 км швидкісних доріг, що відповідають передовим сучасним стандартам транспортування, займаючи друге місце у світі. Щільність автомобільних доріг країни зараз досягла 19,5 км на 100 км2.
Із завершенням у 2008 році п’яти національних магістралей із півночі на південь і семи національних магістралей із заходом на схід загальною кількістю 35,000 км., Пекін і Шанхай були з’єднані головними магістралями, головним чином швидкісними, зі столицями всіх провінцій і автономних районів Китаю, створюючи автомобільне сполучення між понад 200 містами.